# Frank Neubarth
Frank Neubarth (* 29. Juli 1962 in Hamburg) ist ein ehemaliger deutscher Fußballspieler und -trainer.

## Spielerkarriere

### Verein
Neubarth spielte für den SC Concordia Hamburg in der Oberliga. Insbesondere dank seiner Leistungen in der Saison 1981/82, an deren Ende er in einer Trainerumfrage zum „Spieler der Saison“ der Oberliga Nord gekürt wurde, weckte er das Interesse mehrerer Bundesligisten, darunter Werder Bremen, Hamburger SV, VfB Stuttgart und Eintracht Frankfurt. Von 1982 bis 1996 stand er 317 Mal für Werder Bremen in der Bundesliga auf dem Platz und erzielte dabei 97 Tore. Zudem erzielte er 25 Tore im DFB-Pokal und 13 Tore in den europäischen Vereinswettbewerben für Werder. Bis auf die Spielzeit 1986/87 erzielte er in jeder Saison mindestens ein Bundesliga-Tor. Sein Debüt für den SVW gab der großgewachsene Stürmer in der Saison 1982/83. Damals kam er am 6. Spieltag, den 18. September 1982, gegen den 1. FC Köln zu seinem Profidebüt, als ihn Werder-Trainer Otto Rehhagel in der 74. Minute für Karl-Heinz Kamp einwechselte. Bereits am Folgespieltag stand Neubarth, der am Hamburger Carl-von-Ossietzky-Gymnasium sein Abitur machte, erstmals in der Anfangsaufstellung der Hansestädter. In der Partie gegen den 1. FC Kaiserslautern erzielte er zugleich seinen ersten Bundesligatreffer.
Gegen den FC Vorwärts Frankfurt kam der Angreifer am 29. September 1982 zu seinem ersten internationalen Auftritt. Trotz der 0:2-Niederlage gegen die Frankfurter zog die Mannschaft in die nächste Runde des UEFA-Pokals. Hinter Norbert Meier und Rudi Völler entwickelte sich Neubarth im Laufe der Saison zu Stürmer Nummer drei und lief dadurch mehr und mehr dem sieben Jahre älteren Uwe Reinders den Rang ab. Schließlich schaffte er im Folgejahr den endgültigen Durchbruch und absolvierte in den Spielzeiten zwischen Sommer 1983 und Sommer 1986 stets mehr als 30 Spiele. Nachdem Uwe Reinders die Bremer zur Saison 1985/86 verlassen hatte, war Neubarth neben Völler gesetzt. Mit zwanzig Toren 1985/86 lief er auch Völler (der allerdings nach einem schweren Foul von Klaus Augenthaler ein halbes Jahr nicht spielen konnte) den Rang ab und wurde erstmals treffsicherster Spieler der Bremer. In der Torschützenliste belegte er damit den dritten Rang.
Kurz nach Beginn der Saison 1986/87 verletzte sich Neubarth und kam nicht mehr zum Einsatz. Ab Sommer 1987 musste er sich seinen Platz wieder neu erkämpfen. Dabei stand er in Konkurrenzkampf mit Manfred Burgsmüller, Frank Ordenewitz und Karl-Heinz Riedle. Nach Ablauf der Spielzeit konnte sich Neubarth über seinen ersten nationalen Titel mit den „Grün-Weißen“ freuen. In der Deutschen Meisterschaft belegte man mit vier Punkten vor dem FC Bayern München den ersten Platz. Drei Jahre später, 1991, wurde er DFB-Pokalsieger mit den Bremern. Im Finale gegen den 1. FC Köln stand Neubarth bis zur 70. Minute auf dem Platz, ehe er gegen Uwe Harttgen ausgewechselt wurde. Mit diesem Sieg war man für den Europapokal der Pokalsieger qualifiziert. Über die Stationen FC Bacău, Ferencváros Budapest, Galatasaray Istanbul und FC Brügge schaffte es der Klub ins Endspiel gegen den AS Monaco. Nach einer 2:0-Führung wurde Neubarth für Stefan Kohn ausgewechselt. Dieser Vorsprung reichte, sodass der Werder-Spieler auch international einen Titel gewann.
In acht möglichen Europapokalspielen kam der Offensivspieler im Erfolgsjahr auf sieben Einsätze. Dabei erzielte er drei Treffer. Ein Jahr später, 1993, konnte erneut die deutsche Meisterschaft gewonnen werden, im Jahr darauf zum zweiten Mal in Neubarths Karriere der DFB-Pokal. Dieses Mal kam er aber im Endspiel nicht zum Einsatz. Nachdem Neubarth in der Saison 1995/96 von Bernd Hobsch und Wladimir Bestschastnych verdrängt wurde, beendete er seine Karriere nach Ablauf der Saison. Sein letztes Bundesligaspiel absolvierte er am 34. Spieltag, dem 18. Mai 1996, gegen den FC Schalke 04.

### Nationalmannschaft
Neubarth bestritt am 2. April 1988 sein einziges A-Länderspiel für den DFB. In Vorbereitung auf die Fußball-Europameisterschaft 1988 berief ihn Bundestrainer Franz Beckenbauer in den Kader der Deutschen. Beim 1:0-Sieg gegen Argentinien wurde der Angreifer in der 81. Minute für Dieter Eckstein eingewechselt.

## Erfolge als Spieler
- Deutscher Meister mit Werder Bremen: 1988, 1993
- DFB-Pokalsieger mit Werder Bremen: 1991, 1994
- Europapokal der Pokalsieger mit Werder Bremen: 1992

## Trainerkarriere
Nach seiner Zeit als Spieler war er von 1996 bis zum 9. Januar 2002 als Jugend- und Amateurtrainer bei Werder Bremen tätig. Danach trainierte er vom 1. Juli 2002 bis zum 26. März 2003 als Nachfolger von Huub Stevens den Bundesligisten FC Schalke 04. Dass Schalkes Manager Rudi Assauer den damals als Trainer im Profibereich noch unerfahrenen Neubarth verpflichtet, galt als Überraschung.
Auf seine Tätigkeit vom 1. Juli 2004 bis 2. Oktober 2006 beim Regionalligisten Holstein Kiel folgte sein Engagement beim FC Carl Zeiss Jena. Dort war er seit dem 11. April 2007 Cheftrainer und Nachfolger des entlassenen Vorgängers Heiko Weber. Unter Neubarths sportlicher Leitung blieb die Mannschaft des FC Carl Zeiss in den letzten sechs Spielen der Saison 2006/07 ungeschlagen und konnte so den Klassenerhalt in der Zweiten Bundesliga sichern. Nach fünf Spieltagen in der Saison 2007/08 stand Jena dagegen mit nur einem Punkt am Tabellenende. Aufgrund des mangelnden Erfolgs trennte sich der Verein am 17. September 2007 von Neubarth. In der Saison 2009/10 half er kurzfristig als Trainer des sechstklassigen Vereins SC Borgfeld aus. Am 25. Mai 2011 gab er sein Karriereende als Trainer bekannt. Zur Begründung sagte Neubarth, er habe mit dem Profifußball abgeschlossen.
Von November 2011 bis zu seiner Entlassung im April 2013 war er sportlicher Leiter beim VfB Oldenburg. Im April 2019 übernahm er beim abstiegsbedrohten Landesligisten FC Verden 04 zunächst bis zum Ende der Saison 2018/19 den Trainerposten des zuvor entlassenen Sascha Lindhorst. Anschließend blieb Neubarth im Amt. 2024 führte er die Mannschaft als Landesliga-Meister zum Aufstieg in die Oberliga Niedersachsen. Ende März 2025 kam es zwischen dem FC Verden 04 und Neubarth zur Trennung.